# تورولاندیا
تورولاندیا (به پرتغالی: Turvolândia) یک منطقهٔ مسکونی در برزیل است که در میناس گرایس واقع شده‌است.